# Луций Мумий Ахаик
Луций Мумий Ахаик (на латински: Lucius Mummius Achaicus) е римски политик през средата на 2 век пр.н.е., който е известен с разрушаването на Коринт през 146 пр.н.е..
Той е от плебейския род Мумии (gens Mummia) и син на Луций Мумий, който е народен трибун през 187 пр.н.е.
Луций се бие като претор през 153 пр.н.е. в Hispania ulterior с победа над лузитаните и празнува триумф. През 146 пр.н.е. става консул и получава главнокомандването на войските в Ахая. След победа над коринтците на Diaios завладява града и го разрушава.
По нареждане на сената жителите са продадени в робство, а богатствата на изкуството са закарани в Рим.
Той остава и 145 пр.н.е. като проконсул в Гърция, където с комисия на 10-те създава провинция Ахая и предприема обиколка през Гърция. Тази година той празнува голям триумф над ахейците и коринтците. Той получава неофициално името Ахаик (Achaicus).
През 142 пр.н.е. подарява ограбените произведения на изкуството. Същата година става цензор заедно със Сципион Емилиан, с когото има конфликти. След една година вероятно умира. Той оставя един син и една дъщеря. Неговата правнучка Мумия Ахаика е майка на император Галба.